# Гімнастика на літніх Олімпійських іграх 1960
Змагання з гімнастики на літніх Олімпійських іграх 1960 в Римі тривали з 5 до 10 вересня в Термах Каракалли. Розіграно 14 комплектів нагород у спортивній гімнастиці (8 серед чоловіків і 6 серед жінок).

## Підсумки

### Чоловіки
| Дисципліни         | Золото                                                                                       | Срібло                                                                                                  | Бронза |
| ------------------ | -------------------------------------------------------------------------------------------- | --- | --- |
| Абсолютна першість | Борис Шахлін (URS)                                                                           | Такаші Оно (JPN)                                                                                        | Юрій Титов (URS) |
| Командна першість  | Японія (JPN) Нобуюкі Айхара Юкіо Кндо Такаші Міцукурі Такаші Оно Масао Такемото Шюджі Цурумі | СРСР (URS) Альберт Азарян Валерій Кардемеліді Микола Мілігуло Володимир Портной Борис Шахлін Юрій Титов | Італія (ITA) Джованні Кармінуччі Паскуале Кармінуччі Джанфранко Марцолла Франко Менікеллі Орландо Польмонарі Анджело Вікарді |
| Вільні вправи      | Нобуюкі Айхара (JPN)                                                                         | Юрій Титов (URS)                                                                                        | Франко Менікеллі (ITA) |
| Перекладина        | Такаші Оно (JPN)                                                                             | Масао Такемото (JPN)                                                                                    | Борис Шахлін (URS) |
| Паралельні бруси   | Борис Шахлін (URS)                                                                           | Джованні Кармінуччі (ITA)                                                                               | Такаші Оно (JPN) |
| Кінь               | Еуґен Екман (FIN)                                                                            | не нагороджували                                                                                        | Шюджі Цурумі (JPN) |
| Кінь               | Борис Шахлін (URS)                                                                           | не нагороджували                                                                                        | Шюджі Цурумі (JPN) |
| Кільця             | Альберт Азарян (URS)                                                                         | Борис Шахлін (URS)                                                                                      | Такаші Оно (JPN) |
| Кільця             | Альберт Азарян (URS)                                                                         | Борис Шахлін (URS)                                                                                      | Велик Капсизов (BUL) |
| Опорний стрибок    | Борис Шахлін (URS)                                                                           | не нагороджували                                                                                        | Володимир Портной (URS) |
| Опорний стрибок    | Такаші Оно (JPN)                                                                             | не нагороджували                                                                                        | Володимир Портной (URS) |

### Жінки
| Дисципліни         | Золото | Срібло | Бронза |
| ------------------ | --- | --- | --- |
| Абсолютна першість | Лариса Латиніна (URS)                                                                                     | Софія Муратова (URS) | Поліна Астахова (URS)                                                                                      |
| Командна першість  | СРСР (URS) Поліна Астахова Лідія Іванова Лариса Латиніна Тамара Люхіна Софія Муратова Маргарита Ніколаєва | Чехословаччина (TCH) Єва Босакова Віра Чаславська Матильда Матоушкова Гана Ружичкова Людмила Шведова Адольфіна Ткачикова | Румунія (ROU) Атанасія Іонеску Сонія Іован Єлена Леуштяну Емілія Ветешою-Ліце Елена Нікулеску Ута Поречану |
| Колода             | Єва Босакова (TCH)                                                                                        | Лариса Латиніна (URS) | Софія Муратова (URS)                                                                                       |
| Вільні вправи      | Лариса Латиніна (URS)                                                                                     | Поліна Астахова (URS) | Тамара Люхіна (URS)                                                                                        |
| Різновисокі бруси  | Поліна Астахова (URS)                                                                                     | Лариса Латиніна (URS) | Тамара Люхіна (URS)                                                                                        |
| Опорний стрибок    | Маргарита Ніколаєва (URS)                                                                                 | Софія Муратова (URS) | Лариса Латиніна (URS)                                                                                      |

## Таблиця медалей

### Загалом
| Місце               | Країна               | Золото | Срібло | Бронза | Загалом |
| ------------------- | -------------------- | ------ | ------ | ------ | ------- |
| 1                   | СРСР (URS)           | 10     | 8      | 8      | 26      |
| 2                   | Японія (JPN)         | 4      | 2      | 3      | 9       |
| 3                   | Чехословаччина (TCH) | 1      | 1      | 0      | 2       |
| 4                   | Фінляндія (FIN)      | 1      | 0      | 0      | 1       |
| 5                   | Італія (ITA)         | 0      | 1      | 2      | 3       |
| 6                   | Болгарія (BUL)       | 0      | 0      | 1      | 1       |
| 6                   | Румунія (ROU)        | 0      | 0      | 1      | 1       |
| Загалом (7 збірних) | Загалом (7 збірних)  | 16     | 12     | 15     | 43      |

### Чоловіки
| Місце               | Країна              | Золото | Срібло | Бронза | Загалом |
| ------------------- | ------------------- | ------ | ------ | ------ | ------- |
| 1                   | СРСР (URS)          | 5      | 3      | 3      | 11      |
| 2                   | Японія (JPN)        | 4      | 2      | 3      | 9       |
| 3                   | Фінляндія (FIN)     | 1      | 0      | 0      | 1       |
| 4                   | Італія (ITA)        | 0      | 1      | 2      | 3       |
| 5                   | Болгарія (BUL)      | 0      | 0      | 1      | 1       |
| Загалом (5 збірних) | Загалом (5 збірних) | 10     | 6      | 9      | 25      |

### Жінки
| Місце              | Країна               | Золото | Срібло | Бронза | Загалом |
| ------------------ | -------------------- | ------ | ------ | ------ | ------- |
| 1                  | СРСР (URS)           | 5      | 5      | 5      | 15      |
| 2                  | Чехословаччина (TCH) | 1      | 1      | 0      | 2       |
| 3                  | Румунія (ROU)        | 0      | 0      | 1      | 1       |
| Загалом (3 збірні) | Загалом (3 збірні)   | 6      | 6      | 6      | 18      |